# Cilnov, Ruse
Cilnov (în bulgară Чилнов) este un sat în comuna Dve Moghili, regiunea Ruse,  Bulgaria. 

## Demografie
Componența etnică a satului Cilnov
     Bulgari (38,58%)
     Romi (21,95%)
     Turci (37,69%)
     Nicio identificare (1,77%)
La recensământul din 2011, populația satului Cilnov era de 451 locuitori. Nu există o etnie majoritară, locuitorii fiind bulgari (38,58%), turci (37,69%) și romi (21,95%). Pentru 1,77% din locuitori nu este cunoscută apartenența etnică.